# ولایت خودمختار قزل‌سو قرقیز
ولایت خودمختار قزل‌سو قرقیز یکی از ولایات خودمختار منطقه خودمختار سین‌کیانگ می‌باشد. در این ولایت علاوه بر زبانهای چینی و اویغوری، زبان قرقیزی هم به رسمیت شناخته می‌شود.

## جمعیت
| ترکیب قومیتی ولایت خودمختار قزل‌سو قرقیز | ترکیب قومیتی ولایت خودمختار قزل‌سو قرقیز | ترکیب قومیتی ولایت خودمختار قزل‌سو قرقیز | ترکیب قومیتی ولایت خودمختار قزل‌سو قرقیز | ترکیب قومیتی ولایت خودمختار قزل‌سو قرقیز |
| --------------------------------------- | --------------------------------------- | --------------------------------------- | --------------------------------------- | --------------------------------------- |
| قومیت                                   | قومیت                                   |                                         | درصد                                    | درصد                                    |
| اویغور                                  | اویغور                                  |                                         | ۶۶٫۲٪                                   | ۶۶٫۲٪                                   |
| قرقیز                                   | قرقیز                                   |                                         | ۲۶٫۲٪                                   | ۲۶٫۲٪                                   |
| هان                                     | هان                                     |                                         | ۶٫۳٪                                    | ۶٫۳٪                                    |
| تاجیک                                   | تاجیک                                   |                                         | ۱٫۰٪                                    | ۱٫۰٪                                    |
| هوئی                                    | هوئی                                    |                                         | ۰٫۱٪                                    | ۰٫۱٪                                    |
| سایر                                    | سایر                                    |                                         | ۰٫۲٪                                    | ۰٫۲٪                                    |
| منبع سرشماری جمعیت :                    |                                         |                                         |                                         |                                         |

## تاریخچه
در سالهای ۱۹۳۳ و ۱۹۳۴ میلادی، در منطقهٔ کاشغر که در آن زمان شامل قزل‌سو نیز می‌شد، در طی شورشی علیه حکومت استانی وفادار به جمهوری چین، کشور جدیدی به طول دو سال با نام جمهوری اسلامی ترکستان شرقی اعلام شده بود. یکی از دلایل موفقیت این شورش، اتحاد مردم اویغور و قرقیز ساکن ولایت کاشغر بود. همین نکته، و اهمیت جدایی انداختن بین این دو مردم، بعدتر در پس‌زمینهٔ تصمیم‌گیری دولت جمهوری خلق چین برای جدایی قزل‌سو از ولایت کاشغر ماند.
در سپتامبر ۱۹۳۸ میلادی، شهرستان آرتوش در تابعیت ولایت کاشغر، از بخش‌هایی از شهرستان کهنه‌شهر ایجاد شد.
در سال ۱۹۴۰ میلادی، شهرستان آقچی در تابعیت ولایت آق‌سو تشکیل شد.
در سال ۱۹۴۹ میلادی، حزب کمونیست چین در جنگ داخلی چین در سال ۱۹۴۹ میلادی به پیروزی رسیده و دست به تاسیس جمهوری خلق چین زد. در آن سال، شهرستان آرتوش و شهرستان اولوغچات در تابعیت ولایت کاشغر و  شهرستان آقچی در تابعیت ولایت آق‌سو قرار داشت. شهرستان آق‌تو هنوز تاسیس نشده بود و اراضی آن متعلق به شهرستانهای دیگر در ولایت کاشغر بود.
در ژوئیه ۱۹۵۴ میلادی، از ترکیب ۳ شهرستان آرتوش، اولوغچات، و آقچی، ولایت خودمختار قزل‌سو قرقیز تاسیس شد. یک ماه پس از آن، بخش‌هایی از اراضی شهرستان‌های ینگیسار، شهرستان کهنه‌شهر، تاشکورگان، و شهرستان اولوغچات ترکیب شده و شهرستان آق‌تو را تشکیل دادند. این شهرستان نیز به ولایت خودمختار قزل‌سو قرقیز پیوست.
در سال ۱۹۷۶، شهرستان فیض‌آباد از ولایت کاشغر به ولایت خودمختار قزل‌سو قرقیز و شهرستان آق‌تو از ولایت خودمختار قزل‌سو قرقیز به ولایت کاشغر ضمیمه شد. جای دارد اشاره شود که هر دو شهرستان، جمعیتی اکثرا اویغور دارند.
در ۱۹۸۰، این دو شهرستان به ولایت‌های سابق خویش برگشتند.
در سال ۱۹۸۶، شهرستان آرتوش به شهر در سطح ولایت ارتقاء یافت.
در ژوئن ۲۰۱۴، اراضیی از شهرستان آق‌تو در ولایت خودمختار قزل‌سو قرقیز و شهرستانهای کهنه‌شهر و ینگی‌شهر در ولایت کاشغر از این شهرستان‌ها جدا شده و ضمیمهٔ شهر تومشوق (تابع مستقیم منطقه خودمختار و از شهرهای تحت کنترل ارگان بینگتوان) شد.

## شهرها و شهرستان‌ها
|   |                  |                   |                |           |             |            |        |             |  |
|   | نام              | اویغوری           | قرقیزی         | حروف چینی | پین‌یین      | جمعیت-۱۳۹۹ | مساحت  | تراکم جمعیت |  |
| ۱ | شهر آرتوش        | ئاتۇش شەھىرى      | ارتىش شاارى    | 阿图什市  | Ātúshí Shì  | ۲۹۰٬۹۳۶    | ۱۵٬۶۹۸ | ۱۸٫۵۳       |  |
| ۲ | شهرستان آق‌تو     | ئاقتو ناھىيىسى    | ﺍﻗﺘﻮﻭ وودانى   | 阿克陶县  | Ākètáo Xiàn | ۲۲۶٬۰۰۵    | ۲۴٬۵۵۵ | ۹٫۲۰        |  |
| ۳ | شهرستان آقچی     | ئاقچى ناھىيىسى    | اقچىي وودانى   | 阿合奇县  | Āhéqí Xiàn  | ۴۴٬۳۶۹     | ۱۱٬۵۴۵ | ۳٫۸۴        |  |
| ۴ | شهرستان اولوغچات | ئۇلۇغچات ناھىيىسى | ۇلۇۇچات وودانى | 乌恰县    | Wūqià Xiàn  | ۶۰٬۹۱۲     | ۱۹٬۱۱۸ | ۳٫۱۹        |  |